# Abercrombie (Fife)
Abercrombie (Gaelico: Obar Chrombaidh) è un villaggio del Fife, situato nelle vicinanze di Saint Monans e a circa 16 km sud da Saint Andrews.
Abercrombie è un villaggio prevalentemente agricolo, le cui terre sono state possedute a lungo dalla famiglia Stewart.
Il territorio attorno ad Abercrombie è stato posseduto dalla famihglia Sandilands il cui rappresentante Sir James Sandilands ebbe il titolo di Pari di Scozia, come Lord Abercrombie, nel 1647. Lord Abercrombie dissipò le sue proprietà dopo la morte del padre e le dovette vendere nel 1649. Il titolo si estinse nel 1681 dopo la morte del secondo Lord Abercrombie.